# Banking Communication Standard
Der Banking Communication Standard (BCS) ist im Bankwesen ein Standardverfahren zur Datenfernübertragung zwischen Bankkunden und Kreditinstituten.

## Allgemeines
Grundlage des Banking Communication Standard ist das sogenannte DFÜ-Abkommen der Deutschen Kreditwirtschaft (DK). In Deutschland bildete der BCS zusammen mit dem Btx-Homebanking die ersten Formen des Electronic Banking, speziell für den Zahlungsverkehr. Zum 31. Dezember 2010 endete für die Banken die Verpflichtung, BCS-FTAM weiter zu unterstützen und wird durch EBICS ersetzt.

## Funktionen
Zu den wichtigsten Funktionen gehört der 
- Inlandszahlungsverkehr (DTAUS: Auftragsarten IZV, IZG, IZL),
- Auslandszahlungsverkehr (DTAZV: Auftragsarten AZV, ESU),
- die SWIFT-Tagesauszüge MT940 (STA), (SWIFT: Society for Worldwide Interbank Financial Telecommunication),
- Vormerkposten kurzfristig im Format SWIFT MT942 (VMK),
- Eilzahlungen Inland (DTE; Echtzeitüberweisung),
- Europäische Eilzahlung (EUE) sowie
- Auslieferungsdateien (DTI = Datenträgeraustausch Information oder BDT = DTAus Auslieferung der Postbank) im Format DTA.

## Berechtigungen
Ferner ist es möglich, eine sehr feine Zugriffssteuerung zu definieren. Danach kann der Kunde bei den Partnern (etwa Banken) unterschiedliche Personen mit unterschiedlichen Berechtigungen einrichten lassen. Die Rechte für die elektronische Unterschrift (EU) werden in der Regel analog der Vertretungsberechtigung vergeben:
- E = Einzelvollmacht
- A = 1/2 Vollmacht Erstunterschrift
- B = 1/2 Vollmacht Zweitunterschrift
- N = keine Unterschriftberechtigung (Freigabe der Zahlung über Begleitzettel an die Bank)

Eine Einschränkung der EU gegenüber der Vertretungsberechtigung ist möglich, eine Ausweitung gegenüber der Vertretungsberechtigung nur mit einer separaten Vollmacht mit Legitimationsprüfung, da die Bank ansonsten gegen den Grundsatz der Kontenwahrheit nach § 154 Abgabenordnung verstößt.

## Datenübertragung
Die Übertragung der Dateien kann mittels verschiedener DFÜ-Verfahren erfolgen:
Für FTAM benötigt man in den meisten Fällen (bankabhängig) eine vollwertige ISDN Verbindung (lokal oder über (Remote-)CAPI). Bei manchen Banken wird ein alternativer FTP-Zugang angeboten.
Im Gesundheitswesen ist alternativ – zumindest teilweise – ein skalierbarer TCP/IP-Zugang möglich.
Die bekanntesten Programme zur FTAM-Nutzung sind S-Firm32, MultiCash oder ProfiCash (Bankwesen) bzw. Multicom (Gesundheitswesen). 
Meist berechnen die Banken eine Gebühr für die Nutzung des Dienstes FTAM. Die Gebührensätze liegen i. d. R. zwischen 2 und 25 Euro / Monat und Konto.
Im Gesundheitswesen erfolgt der Transfer kostenfrei über freie Ortsrufnummern und nicht per Sonderrufnummer.
Der Hauptvorteil der Kontoauszüge über FTAM liegt in der direkten Weiterverarbeitbarkeit der Daten in nachgelagerte Finanzbuchhaltungssysteme. (DATEV, SAP etc.)

## Sicherheit
Im Onlinebanking per HBCI und FinTS sind ebenso wie im FTAM verschiedene Vollmachtsarten sowie Inlands- und Auslandszahlungsverkehr möglich.
Über FTAM gibt es keine Kontoauszüge, sondern Kontoumsätze (der Unterschied ist die rechtliche Verbindlichkeit). Diese bekommt man in allen Onlinebanking-Verfahren.
Ein Export zur Weiterverarbeitung (MT940 oder andere) hängt nicht vom Onlinebanking-Verfahren ab, sondern von der eingesetzten Software.
Eine Verschlüsselung der Daten ist im FTAM Verfahren möglich. Bank und Kunde bedienen sich hierzu eines asymmetrischen Verfahrens mittels private-key und public-key (PKI). Die Verschlüsselung wird kundenseitig in Betrieb genommen, indem der Kunde den public-key der Bank abholt, ein eigenes Schlüsselpaar generiert und anschließend seinen public-key zur Bank überträgt. 
Die Freischaltung erfolgt durch ein Initialisierungsprotokoll, das der Bank zugeschickt wird.

## Andere Verfahren
- PIN/TAN
- Electronic Banking Internet Communication Standard
- Homebanking Computer Interface